# Nowosiółki (rejon miadzielski)
Nowosiółki (biał. Навасёлкі, ros. Новосёлки) – wieś na Białorusi, w obwodzie mińskim, w rejonie miadzielskim, w sielsowiecie Krzywicze.
Dawniej używane nazwy – Nowosiółki Zaleskie, Nowosiółki II.

## Historia
W czasach zaborów wieś w okręgu wiejskim Wróble, w gminie Budsław, w powiecie wilejskim, w guberni wileńskiej Imperium Rosyjskiego. W 1865 roku liczyła 72 mieszkańców (18 dusz rewizyjnych) w 8 domach.
W latach 1921–1945 wieś leżała w Polsce, w województwie wileńskim, w powiecie wilejskim, w gminie Krzywicze.
Według Powszechnego Spisu Ludności z 1921 roku zamieszkiwało tu 131 osób, 12 były wyznania rzymskokatolickiego a 119 prawosławnego. Jednocześnie 13 mieszkańców  zadeklarowało polską a 118 białoruską przynależność narodową. Były tu 24 budynki mieszkalne. W 1931 w 29 domach zamieszkiwały 134 osoby.
Wierni należeli do parafii rzymskokatolickiej w Budsławiu i prawosławnej w Krzywiczach. Miejscowość podlegała pod Sąd Grodzki w Krzywiczach i Okręgowy w Wilnie; właściwy urząd pocztowy mieścił się w Krzywiczach.
W wyniku napaści ZSRR na Polskę we wrześniu 1939 miejscowość znalazła się pod okupacją sowiecką. 2 listopada została włączona do Białoruskiej SRR. Od czerwca 1941 roku pod okupacją niemiecką. W 1944 miejscowość została ponownie zajęta przez wojska sowieckie i włączona do Białoruskiej SRR.
Od 1991 w składzie niepodległej Białorusi.